# Файфер, Руслан Владимирович
Русла́н Влади́мирович Фа́йфер (род. 10 мая 1991, Усть-Баргузин, Баргузинский район, Бурятия, Россия) — российский боксёр-профессионал, выступающий в полутяжёлой, в первой тяжёлой, в бриджервейте и в тяжёлой весовых категориях. Чемпион мира среди студентов (2010) в любителях.
Среди профессионалов бывший обязательный претендент на титул чемпиона мира по версии IBF (2019—2020), чемпион по версиям IBF International (2017—2018), WBA Asia (2017), WBC Baltic Silver (2014—2016), чемпион Евразии по версии EBP (2019—2020) в 1-м тяжёлом весе. Бывший чемпион России (2015—2017) в тяжёлом весе.
Лучшая позиция в рейтинге BoxRec — 12-я (декабрь 2019) и является 3-м среди российских боксёров 1-й тяжёлой весовой категории, а в рейтингах основных международных боксёрских организаций на март 2020 года лучшая позиция — 1-й в рейтинге IBF, 4-й в рейтинге WBC, 6-й в рейтинге WBO и 12-й в рейтинге WBA — входя в ТОП-15 лучших боксёров 1-го тяжелого веса всего мира.

## Любительская карьера
Первый тренер Руслана Файфера — Бедросов Арут Карапетович.
В октябре 2010 года стал чемпионом мира среди студентов в Улан-Баторе (Монголия), победив в финале монгола Сандагсурена Эрденебаяра.
11 декабря 2022 года в Абу-Даби (ОАЭ), на турнире IBA Champions’ Night в завершении III Global Boxing Forum, в рамках новой полупрофессиональной боксёрской серии IBA Pro Series, в 7-раундовом поединке решением судей победил американского ветерана профессионального ринга Кевина Джонсона.

## Профессиональная карьера
Профессиональную боксёрскую карьеру Руслан начал 30 августа 2013 года победив единогласным решением судей украинского боксёра Романа Мирзоева.
19 июля 2015 года состоялся бой Руслана Файфера с небитым российским боксёром Владимир Гончаров (5-0-0) за титулы чемпиона России в супертяжёлом весе. Бой был почти равный, но во второй половине активнее был именно Руслан Файфер и в результате он победил решение большинства судей (счёт: 100-91, 98-93, 95-95).
13 октября 2018 года Руслан Файфер участвовал в четвертьфинале 2-го сезона Всемирной боксёрской супер серии, и в бою за статус обязательного претендента на титул чемпиона мира по версии IBF в 1-м тяжёлом весе уступил единогласным решением судей (счёт: 113-114, 112-115, 111-116) небитому американцу Эндрю Табити (16-0).
30 ноября 2019 Файфер победил единогласным решением судей (счёт: 114-112, 115-111 — дважды) опытного небитого соотечественника Юрия Кашинского (18-0), завоевав статус обязательного претендента на титул чемпиона мира по версии IBF, и титул чемпиона Евразии по версии Eurasian Boxing Parliament в 1-м тяжёлом весе. И теперь победитель 2-го сезона Всемирной боксёрской суперсерии в тяжёлом весе (до 90,7 кг), который предположительно должен определиться в бою между кубинцем Юниером Дортикосом и латвийцем Майрисом Бриедисом, первую обязательную защиту титула чемпиона мира по версии IBF проведёт против россиянина Руслана Файфера.
25 июня 2021 года на Красной Поляне вблизи города Сочи, победил техническим нокаутом в 1-м же ранде опытного гейткипера бразильца Фабио Мальдонадо (26-4).
30 октября 2021 года в станице Пластуновская (Краснодарский край), раздельным решением судей (счёт: 97-95, 95-95, 94-96) завершил 10-раундовый поединок вничью с небитым соотечественником Шигабудином Алиевым (9-0) в рамках веса бриджервейт (до 101,6 кг).

## Статистика профессиональных боёв
В таблице перечислены результаты всех поединков боксёров.
В каждой строке указан результат поединка. Дополнительно номер поединка обозначен цветом, который обозначает итог поединка. Расшифровка обозначений и цветов представлена в нижеследующей таблице.
| Пример | Расшифровка                     |
| ------ | ------------------------------- |
|        | Победа                          |
|        | Ничья                           |
|        | Поражение                       |
|        | Планируемый поединок            |
|        | Поединок признан несостоявшимся |
| КО     | Нокаут                          |
| ТКО    | Технический нокаут              |
| PTS    | Решение судей (по очкам)        |
| UD     | Единогласное решение судей      |
| MD     | Решение большинства судей       |
| SD     | Раздельное решение судей        |
| RTD    | Отказ от продолжения боя        |
| DQ     | Дисквалификация                 |
| NC     | Поединок признан несостоявшимся |

| 33 поединка, 28 побед (18 нокаутом), 1 ничья, 4 поражения.   | 33 поединка, 28 побед (18 нокаутом), 1 ничья, 4 поражения. | 33 поединка, 28 побед (18 нокаутом), 1 ничья, 4 поражения. | 33 поединка, 28 побед (18 нокаутом), 1 ничья, 4 поражения. | 33 поединка, 28 побед (18 нокаутом), 1 ничья, 4 поражения.              | 33 поединка, 28 побед (18 нокаутом), 1 ничья, 4 поражения. | 33 поединка, 28 побед (18 нокаутом), 1 ничья, 4 поражения. |
| Бой                                                          | Рекорд                                                     | Дата боя                                                   | Соперник                                                   | Место проведения боя                                                    | Раундов, время                                             | Дополнительно |
| ------------------------------------------------------------ | ---------------------------------------------------------- | ---------------------------------------------------------- | ---------------------------------------------------------- | ----------------------------------------------------------------------- | ---------------------------------------------------------- | --- |
| 33                                                           | 28-4-1                                                     | 18 марта 2023                                              | Герман Гарсия Монтес (8-4)                                 | Agenda Arena, Дубай, ОАЭ                                                | SD 8 (8)                                                   | Счёт: 75-77, 77-75 (дважды). |
| 32                                                           | 27-4-1                                                     | 31 марта 2022                                              | Шигабудин Алиев (2) (9-0-1)                                | Баскет-холл, Краснодар, Краснодарский край, Россия                      | TKO 6 (10), 2:18                                           | |
| 31                                                           | 27-3-1                                                     | 30 октября 2021                                            | Шигабудин Алиев (9-0)                                      | Парк-отель «Усадьба Фамилия», Пластуновская, Краснодарский край, Россия | SD 10 (10)                                                 | Счёт: 97-95, 95-95, 94-96. |
| 30                                                           | 27-3                                                       | 25 июня 2021                                               | Фабио Мальдонадо (26-4)                                    | WOW Arena, Красная Поляна, Краснодарский край, Россия                   | TKO 1 (10), 2:08                                           | |
| 29                                                           | 26-3                                                       | 1 апреля 2021                                              | Игорь Вильчицкий (4-2)                                     | Баскет-холл, Краснодар, Краснодарский край, Россия                      | KO 1 (6), 1:23                                             | |
| Бои в весе бриджервейт — до 101,6 кг (до 224 фунтов).        |                                                            |                                                            |                                                            |                                                                         |                                                            | |
| 28                                                           | 25-3                                                       | 20 ноября 2020                                             | Али Измайлов (4-0)                                         | Falcon Club, Минск, Белоруссия                                          | TKO 9 (10), 2:42                                           | Бой за титул чемпиона по версии WBO Global в полутяжелом весе. |
| Бой в полутяжёлом весе — до 79,38 кг (до 175 фунтов).        |                                                            |                                                            |                                                            |                                                                         |                                                            | |
| 27                                                           | 25-2                                                       | 22 августа 2020                                            | Алексей Папин (11-1)                                       | Пирамида, Казань, Россия                                                | TKO 6 (12), 0:36                                           | Бой за статус обязательного претендента на титул чемпиона мира по версии WBC в 1-м тяжёлом весе.                                                                                                  |
| 26                                                           | 25-1                                                       | 30 ноября 2019                                             | Юрий Кашинский (18-0)                                      | ДС им. Якуба Коблева, Майкоп, Адыгея, Россия                            | UD 12 (12)                                                 | Счёт: 114-112, 115-111 (дважды). Завоевал статус обязательного претендента на титул чемпиона мира по версии IBF и титул чемпиона Евразии по версии Eurasian Boxing Parliament в 1-м тяжёлом весе. |
| 25                                                           | 24-1                                                       | 19 мая 2019                                                | Сергей Радченко (7-3)                                      | Краснодар, Краснодарский край, Россия                                   | UD 10 (10)                                                 | Счёт: 97-94, 98-92, 99-91. |
| 24                                                           | 23-1                                                       | 13 октября 2018                                            | Эндрю Табити (16-0)                                        | Екатеринбург-Экспо, Екатеринбург, Россия                                | UD 12 (12)                                                 | Счёт: 113-114, 112-115, 111-116. Бой за статус обязательного претендента на титул чемпиона мира по версии IBF в 1-м тяжёлом весе. Четвертьфинал WBSS 2.                                           |
| 23                                                           | 23-0                                                       | 9 июня 2018                                                | Эммануэль Дансо (28-2)                                     | Краснодар, Россия                                                       | TKO 4 (10), 1:25                                           | |
| 22                                                           | 22-0                                                       | 3 ноября 2017                                              | Исаак Анкра (13-5)                                         | Нижний Новгород, Россия                                                 | KO 2 (10), 1:23                                            | |
| 21                                                           | 21-0                                                       | 18 августа 2017                                            | Джуниор Энтони Райт (16-2-1)                               | Пластуновская, Краснодарский край, Россия                               | UD 12 (12)                                                 | Счёт судей: 116-112, 117-111 (дважды). |
| 20                                                           | 20-0                                                       | 10 июня 2017                                               | Дэвид Басаджамивал (16-3-1)                                | Жуковка, Московская область, Россия                                     | TKO 4 (12), 1:20                                           | Завоевал вакантный титул чемпиона по версии WBA Asia и защитил титул IBF International (1-я защита Файфера) в 1-м тяжёлом весе.                                                                   |
| 19                                                           | 19-0                                                       | 25 марта 2017                                              | Сезар Давид Кренс (22-9)                                   | Санкт-Петербург, Россия                                                 | TKO 2 (12), 2:27                                           | Завоевал вакантный титул чемпиона по версии IBF International в 1-м тяжёлом весе. |
| 18                                                           | 18-0                                                       | 12 ноября 2016                                             | Фульхенсио Суньига (27-12-1)                               | Монпелье, Франция                                                       | KO 1 (8)                                                   | |
| 17                                                           | 17-0                                                       | 23 сентября 2016                                           | Андрей Князев (13-3)                                       | Краснодар, Россия                                                       | UD 8 (8)                                                   | Счёт: 77-76, 79-73, 78-77. |
| Вернулся в первый тяжёлый вес — до 90,72 кг (до 200 фунтов). |                                                            |                                                            |                                                            |                                                                         |                                                            | |
| 16                                                           | 16-0                                                       | 31 июля 2016                                               | Золтан Чала (9-7)                                          | Рига, Латвия                                                            | KO 2 (8), 2:23                                             | |
| 15                                                           | 15-0                                                       | 6 мая 2016                                                 | Жилберту Матеус Домингуш (23-5)                            | Монте-Карло, Монако                                                     | KO 2 (8), 0:19                                             | |
| 14                                                           | 14-0                                                       | 21 февраля 2016                                            | Александр Нестеренко (9-4)                                 | Москва, Россия                                                          | KO 1 (10), 2:45                                            | |
| 13                                                           | 13-0                                                       | 5 февраля 2016                                             | Олег Лопаев (12-14-1)                                      | Монте-Карло, Монако                                                     | KO 1 (8), 1:17                                             | |
| 12                                                           | 12-0                                                       | 18 января 2016                                             | Шерзод Мамажонов (8-18)                                    | Клуб «Volta», Москва, Россия                                            | TKO 4 (10), 0:57                                           | |
| 11                                                           | 11-0                                                       | 23 декабря 2015                                            | Аваз Рустамов (2-6)                                        | Клуб «Volta», Москва, Россия                                            | TKO 2 (10), 1:06                                           | |
| 10                                                           | 10-0                                                       | 10 августа 2015                                            | Азиз Билаев (3-3)                                          | Первомайское, Россия                                                    | ТКО 3 (10), 0:37                                           | |
| 9                                                            | 9-0                                                        | 19 июля 2015                                               | Владимир Гончаров (5-0)                                    | Клуб «Volta», Москва, Россия                                            | MD 10 (10)                                                 | Счёт: 100-91, 98-93, 95-95. Завоевал титул чемпиона России в тяжелом весе. |
| 8                                                            | 8-0                                                        | 25 июня 2015                                               | Эдгарс Кальнарс (27-35-1)                                  | Клуб «Volta», Москва, Россия                                            | RTD 1 (10), 3:00                                           | |
| 7                                                            | 7-0                                                        | 25 мая 2015                                                | Фаррух Мадаминов (1-3-1)                                   | Клуб «Volta», Москва, Россия                                            | TKO 2 (10), 1:11                                           | |
| 6                                                            | 6-0                                                        | 22 апреля 2015                                             | Эмин Гюльмамедов (1-3)                                     | Клуб «Volta», Москва, Россия                                            | TKO 5 (6), 2:45                                            | |
| Перешёл в тяжёлый вес — свыше 90,72 кг (свыше 200 фунтов).   |                                                            |                                                            |                                                            |                                                                         |                                                            | |
| 5                                                            | 5-0                                                        | 25 января 2015                                             | Сергей Белошапкин (11-10-1)                                | Баскет-холл, Краснодар, Россия                                          | UD 8 (8)                                                   | Счёт: 80-72, 80-74 (дважды). |
| 4                                                            | 4-0                                                        | 26 сентября 2014                                           | Юрий Барашьян (27-6)                                       | Баскет-холл, Краснодар, Россия                                          | UD 8 (8)                                                   | Счёт: 80-72, 79-73, 79-74. Завоевал вакантный титул чемпиона по версии WBC Baltic Silver в 1-м тяжёлом весе.                                                                                      |
| Бои в первом тяжёлом весе — до 90,72 кг (до 200 фунтов).     |                                                            |                                                            |                                                            |                                                                         |                                                            | |
| Бой                                                          | Рекорд                                                     | Дата боя                                                   | Соперник                                                   | Место проведения боя                                                    | Раундов, время                                             | Дополнительно |